# Croton meeboldianus
Espèce
Croton meeboldianus est une espèce de plantes à fleurs du genre Croton et de la famille Euphorbiaceae présente en Birmanie.